# Gola Górna
Gola Górna [ˈɡɔla ˈɡurna] (tiếng Đức: Ober Göhle) là một ngôi làng thuộc khu hành chính của Gmina widwin, thuộc quận Świdwin, West Pomeranian Voivodeship, ở phía tây bắc Ba Lan. Nó nằm khoảng 5 kilômét (3 mi) về phía tây nam của Świdwin và 84 km (52 mi) về phía đông bắc của thủ đô khu vực Szczecin.
Làng có dân số 43 người.